# Dragojel
Dragojel (en macédonien Драгожел) est un village du sud de la Macédoine du Nord, situé dans la municipalité de Kavadartsi. Le village ne comptait aucun habitant en 2002.